# Арџун Рампал
Арџун Рампал (енгл. Arjun Rampal, Џабалпур, 26. новембар, 1972) је индијски филмски глумац.

## Филмографија
| Улоге Арџун Рампал |                         |               |                        |          |
| Година             | Српски назив            | Изворни назив | Улога                  | Напомена |
| 2001.              | На први поглед          |               | Гаурав Саксена         |          |
| 2002.              | Ја само желим љубав     |               | Дев Кана               |          |
| 2003.              | Разумемо једни друге    |               | Салим Мирза            |          |
| 2006.              | Дон — Хајка почиње опет |               | Џасџит                 |          |
| 2007.              | Када један живот мало   |               | Мукеш „Мајк” Мера      |          |
| 2008.              | Рокај                   |               | Џозеф „Џое” Маскаренас |          |
| 2010.              | Ми смо породица         |               | Аман                   |          |
| 2010.              | Пуна кућа               |               | Мајор Кришна Рао       |          |
| 2011.              | Игра није готова        |               | Ра.Један               | [ 1 ]    |
| 2012.              |                         |               | Арјан Кана             |          |
| 2015.              | Рој                     |               | Кабир Гревал           | [ 2 ]    |
| 2016.              | Рокај 2                 |               | Џозеф „Џое” Маскаренас |          |
| 2016.              |                         | Индерџит Синг |                        |          |

## Награде

### Филмферова награда
- Награђен
  - 2009. — Филмферова награда за најбољег споредног глумца у филму Рокај
- Номинован
  - 2002. — Филмфреова награда за најбољег мушког дебитанта у филму На први поглед
  - 2011. — Филмферова награда за најбољег споредног глумца у филму Raajneeti

### Интернационална индијска филмска академија
- Награђен
  - 2002. — ИИФА за звезден мушки дебут године у филму На први поглед
- Номинован
  - 2008. — ИИФА за најбоље перформансе у негативну улогу у филму Када један живот мало
  - 2009. — ИИФА за најбољег споредног глумца у филму Рокај
  - 2011. — ИИФА за најбољег споредног глумца у филму Raajneeti